# Jelgava
Jelgava ([jælɡava]ⓘ) es una ciudad del centro de Letonia, en la región de Zemgale, a 44 km de Riga. Es la ciudad más grande de esta región. Hasta 1919 fue la capital de Curlandia.
Jelgava se encuentra en una llanura en la orilla derecha del Lielupe, cuyas aguas cada cierto tiempo ponen en peligro a la ciudad. El canal de Jacobo —que debe su nombre a Jacobo Kettler— rodea Jelgava y es un punto crucial para el tráfico ferroviario y el mercado de madera y trigo.

## Origen etimológico
Se cree que el nombre de la ciudad procede de la palabra jelgab del idioma livonio y significa "población baja".

## Historia
Los Livos empezaron a crear asentamientos en la región entre los ríos Lielupe y Driksa en el siglo X. Dirigidos por Konrad de Mander, los caballeros de la orden de los Hermanos Livonios de la Espada comenzaron a construir el castillo de Jelgava de 1265 a 1266. Con la fortaleza los caballeros alemanes abatieron hasta 1290 a los livonios y semgalleros de los alrededores. Aunque la ciudad ganó con sus instalaciones defensivas a los lituanos, estos en 1345 lograron el saquear el castillo.
Tras la disolución definitiva de la orden durante la Guerra Livona, se adueñó del castillo la nobleza de Curlandia. En 1573 se reconocieron sus derechos como ciudad y en 1578 fue declarada capital del Ducado de Curlandia y Semigalia.
En 1617 la ciudad volvió a ser capital del ducado formando parte de la República de las Dos Naciones y se empezó a hablar de la población como Mitawa. Los continuos enfrentamientos entre Polonia y Lituania trajeron consigo varios asedios que tuvo que sufrir Mitava. A pesar de ello, la ciudad creció y se llegó a convertir en un centro comercial e industrial. Sin embargo, los vecinos de Curlandia poco a poco se iban expandiendo y pronto Jelgava pasó al dominio de Rusia.
El penúltimo duque de Curlandia, Ernst Johann Biron, favoreció a la ciudad en el plano cultural. Levantó el castillo real de su reino, inauguró la primera biblioteca pública y organizaba representaciones teatrales en la corte. Además en 1775 fundó la Academia Petrina que se convirtió en el centro cultural de la ciudad.
Con el inicio de la Revolución francesa en 1789 los habitantes de Jelgava exigían una serie de derechos civiles. En 1795, sin embargo, se produjo la anexión a Rusia y la ciudad pasó a llamarse Mitawa.
El conde provincial y luego rey Luis XVIII de Francia comenzó en 1798 a usar el palacio de Jelgava como residencia principal hasta 1801. Aunque la ciudad fue ocupada durante las Guerras Revolucionarias Francesas por tropas prusianas, se salvó mayoritariamente de la destrucción.
Una nueva expansión experimentó Jelgava tras la conexión con la red de ferrocarriles en 1868. Se produjo un éxodo rural hacia la ciudad, donde los inmigrantes comenzaban a trabajar como comerciantes, funcionarios y profesores.
Sin embargo, a causa de la Primera Guerra Mundial, Jelgava pasa por una etapa difícil. Las tropas imperiales alemanas ocuparon la ciudad durante la guerra y después fue un campo de batalla entre el Ejército Rojo y los cuerpos libres "Freikorps" báltico-alemanes. Tras la victoria de los Freikorps, Jelgava se convirtió en una ciudad importante de la Letonia independiente .
De 1941 hasta 1944 las tropas alemanas ocuparon Jelgava y al ser derrotadas fue conquistada por el Ejército Rojo. Gran parte de la población de origen alemán fue expulsada y tuvo que regresar a Alemania. El centro histórico, las zonas industriales, la red ferroviaria y los edificios públicos, casi el 90 % de la ciudad, fueron dañados durante los combates.
La reconstrucción se llevó a cabo durante él período de la República Socialista Soviética de Letonia.
Hoy en día, en la de nuevo independiente Letonia, Jelgava se esfuerza por la ampliación del turismo y la ciencia. Desde 1939 la ciudad cuenta con la Universidad Letonia Argícula Latvijas Lauksaimniecības Universitāte.

## Clima
| Parámetros climáticos promedio de Jelgava (1991-2020) | Parámetros climáticos promedio de Jelgava (1991-2020) | Parámetros climáticos promedio de Jelgava (1991-2020) | Parámetros climáticos promedio de Jelgava (1991-2020) | Parámetros climáticos promedio de Jelgava (1991-2020) | Parámetros climáticos promedio de Jelgava (1991-2020) | Parámetros climáticos promedio de Jelgava (1991-2020) | Parámetros climáticos promedio de Jelgava (1991-2020) | Parámetros climáticos promedio de Jelgava (1991-2020) | Parámetros climáticos promedio de Jelgava (1991-2020) | Parámetros climáticos promedio de Jelgava (1991-2020) | Parámetros climáticos promedio de Jelgava (1991-2020) | Parámetros climáticos promedio de Jelgava (1991-2020) | Parámetros climáticos promedio de Jelgava (1991-2020) |
| Mes                                                   | Ene.                                                  | Feb.                                                  | Mar.                                                  | Abr.                                                  | May.                                                  | Jun.                                                  | Jul.                                                  | Ago.                                                  | Sep.                                                  | Oct.                                                  | Nov.                                                  | Dic.                                                  | Anual                                                 |
| ----------------------------------------------------- | ----------------------------------------------------- | ----------------------------------------------------- | ----------------------------------------------------- | ----------------------------------------------------- | ----------------------------------------------------- | ----------------------------------------------------- | ----------------------------------------------------- | ----------------------------------------------------- | ----------------------------------------------------- | ----------------------------------------------------- | ----------------------------------------------------- | ----------------------------------------------------- | ----------------------------------------------------- |
| Temp. máx. abs. (°C)                                  | 8.2                                                   | 13.5                                                  | 18.6                                                  | 26.9                                                  | 30.0                                                  | 32.8                                                  | 33.0                                                  | 33.4                                                  | 27.2                                                  | 20.8                                                  | 14.1                                                  | 11.4                                                  | 33.4                                                  |
| Temp. máx. media (°C)                                 | -1.0                                                  | 0.7                                                   | 5.3                                                   | 12.4                                                  | 17.9                                                  | 21.3                                                  | 23.5                                                  | 22.6                                                  | 17.3                                                  | 10.2                                                  | 4.5                                                   | -0.3                                                  | 11.2                                                  |
| Temp. media (°C)                                      | -3.2                                                  | -1.9                                                  | 1.2                                                   | 6.9                                                   | 11.8                                                  | 15.7                                                  | 18.0                                                  | 16.8                                                  | 12.4                                                  | 6.8                                                   | 2.6                                                   | -2.0                                                  | 7.1                                                   |
| Temp. mín. media (°C)                                 | −5.3                                                  | −4.6                                                  | -2.7                                                  | 1.4                                                   | 5.7                                                   | 10.0                                                  | 12.4                                                  | 11.1                                                  | 7.5                                                   | 3.5                                                   | 0.7                                                   | -3.7                                                  | 3                                                     |
| Temp. mín. abs. (°C)                                  | -31.0                                                 | -31.2                                                 | -20.7                                                 | -11.7                                                 | -5.3                                                  | -0.2                                                  | 0.8                                                   | 2.8                                                   | -4.6                                                  | -6.9                                                  | -19.5                                                 | -26.1                                                 | -31.2                                                 |
| Precipitación total (mm)                              | 21.8                                                  | 8.9                                                   | 52.4                                                  | 60.6                                                  | 68.2                                                  | 113.8                                                 | 84.3                                                  | 52.8                                                  | 40.9                                                  | 33.2                                                  | 9.4                                                   | 17.6                                                  | 563.9                                                 |
| Días de lluvias (≥ 1 mm)                              | 4.0                                                   | 4.7                                                   | 4.7                                                   | 6.3                                                   | 9.0                                                   | 7.5                                                   | 14.0                                                  | 11.0                                                  | 9.0                                                   | 5.0                                                   | 3.0                                                   | 4.5                                                   | 82.7                                                  |
| Fuente: infoclimat.fr                                 |                                                       |                                                       |                                                       |                                                       |                                                       |                                                       |                                                       |                                                       |                                                       |                                                       |                                                       |                                                       |                                                       |

## Patrimonio

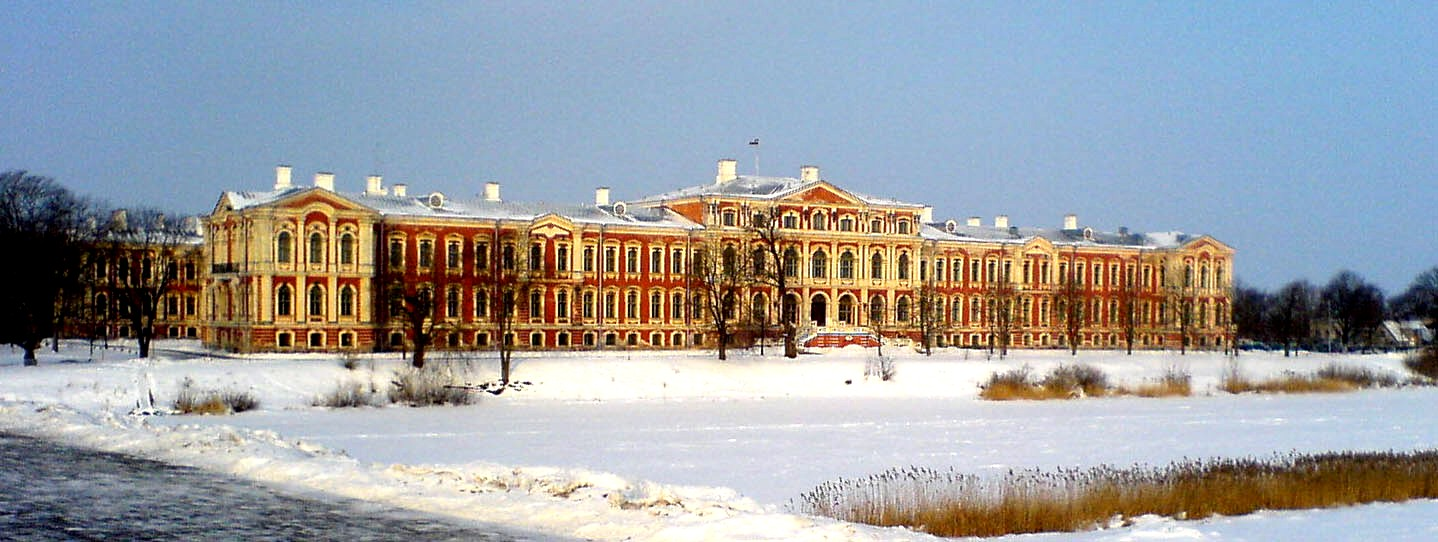
Castillo de Jelgava.

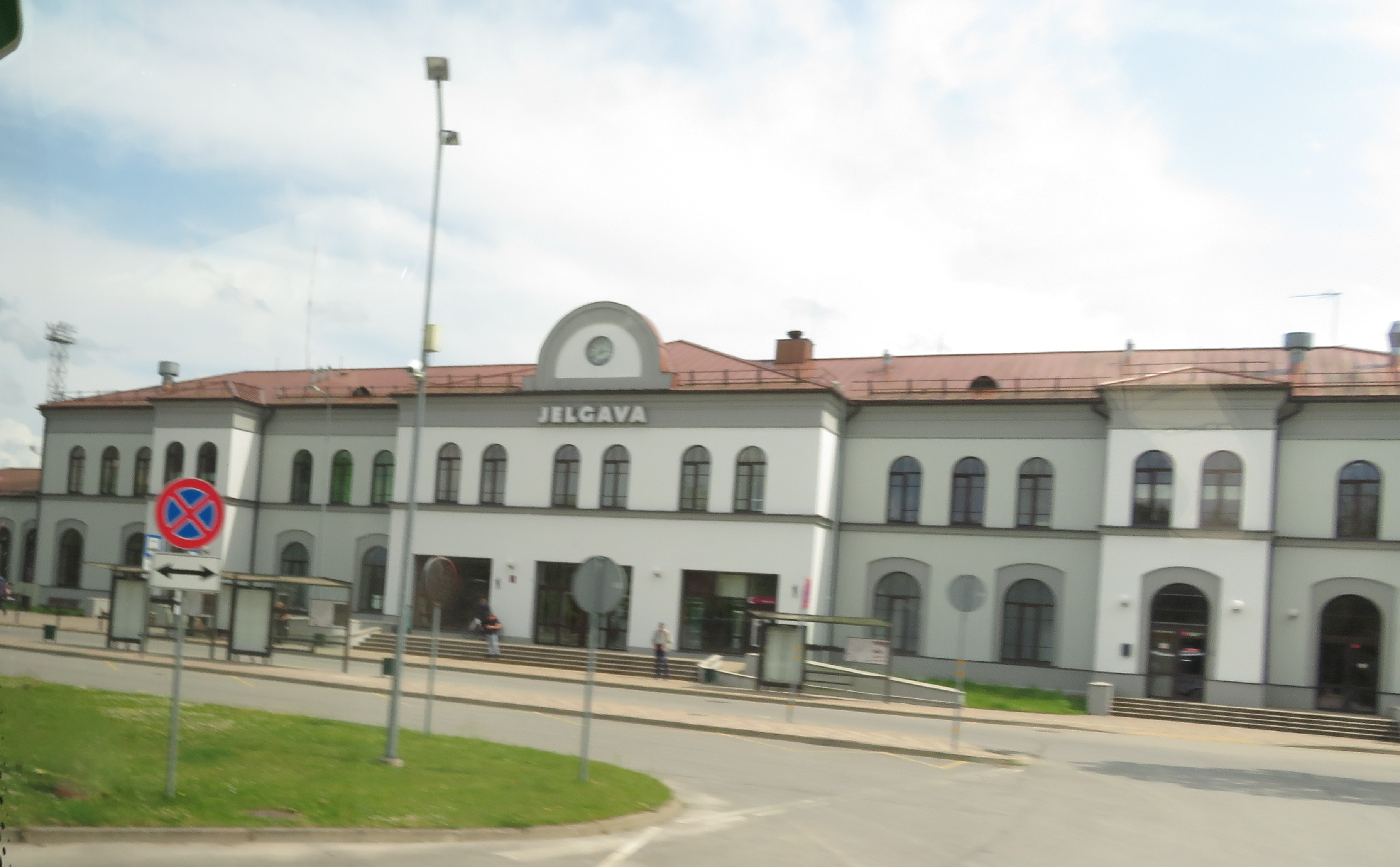
Estación ferroviaria

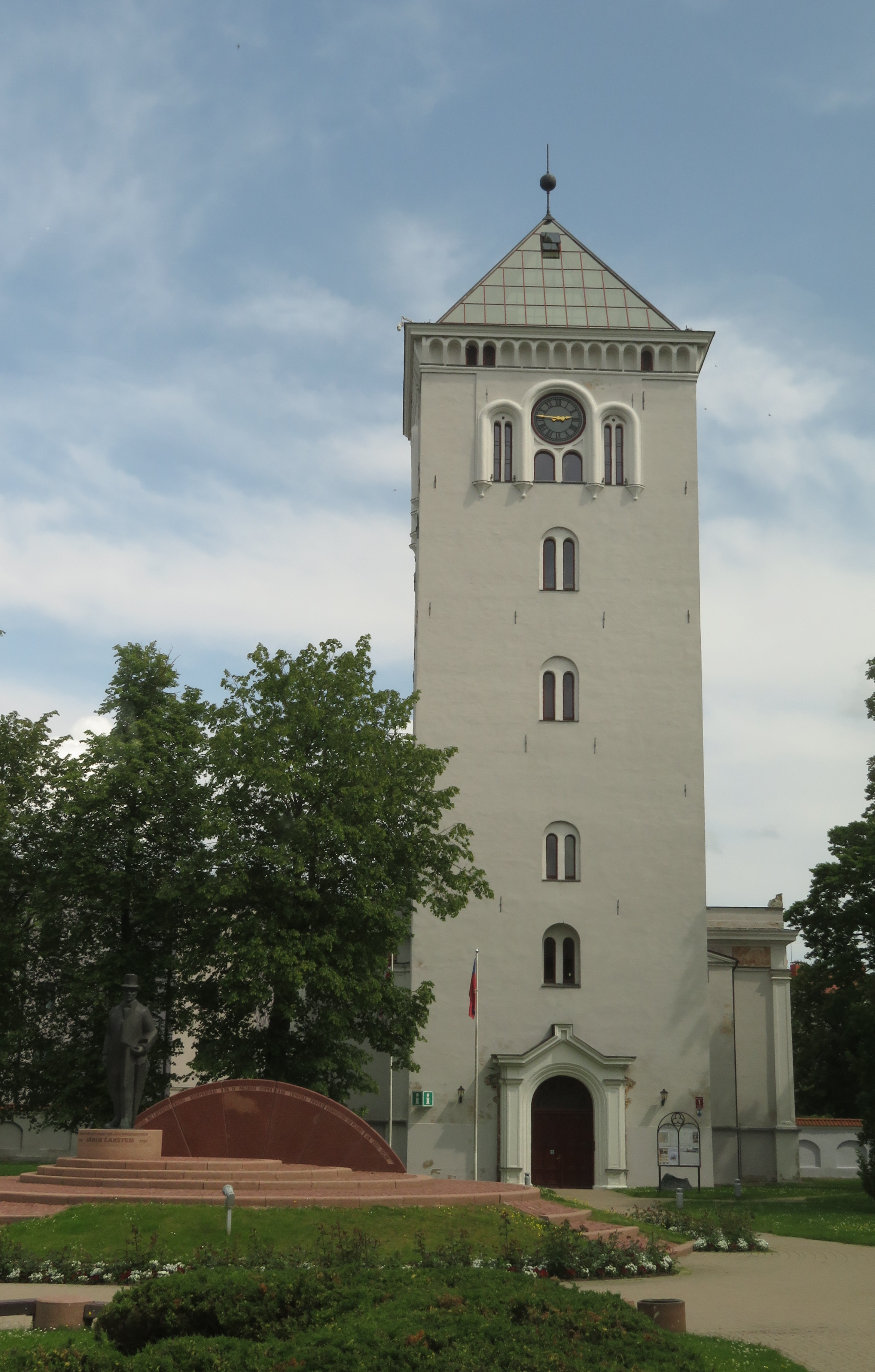
Torre de la Iglesia de la Trinidad

Jelgava se compone de calles regulares y anchas que rodean los palacios de los nobles germano-bálticos. El antiguo castillo de Curlandia en una isleta en el río fue derruido por el duque de Curlandia y Semigalia Ernst Johann von Biron, quien mandó a Francesco Bartolomeo Rastrelli que edificara un castillo propio en los terrenos de Curlandia. El castillo inaugurado en 1771 contiene todos los sarcófagos reales y se encuentra en medio de un parque. Hoy abriga la Universidad de Jelgava.
Otros símbolos de la ciudad son sin duda la iglesia de estilo barroco de Santa Ana construida en 1638 y la torre de la protestante Iglesia de la Trinidad, originalmente construida en 1688. La nave, destruida en 1944, no fue reconstruida después de la guerra. Además mencionan ser visitados dos edificios de estilo neoclásico: la Villa Medem y la Academia Petrina construida en 1775.
Un monumento de Janis Cakste (1859-1927), el primer presidente de Latvia, fue eregido delante de la torre  de la Iglesia de la Trinidad.

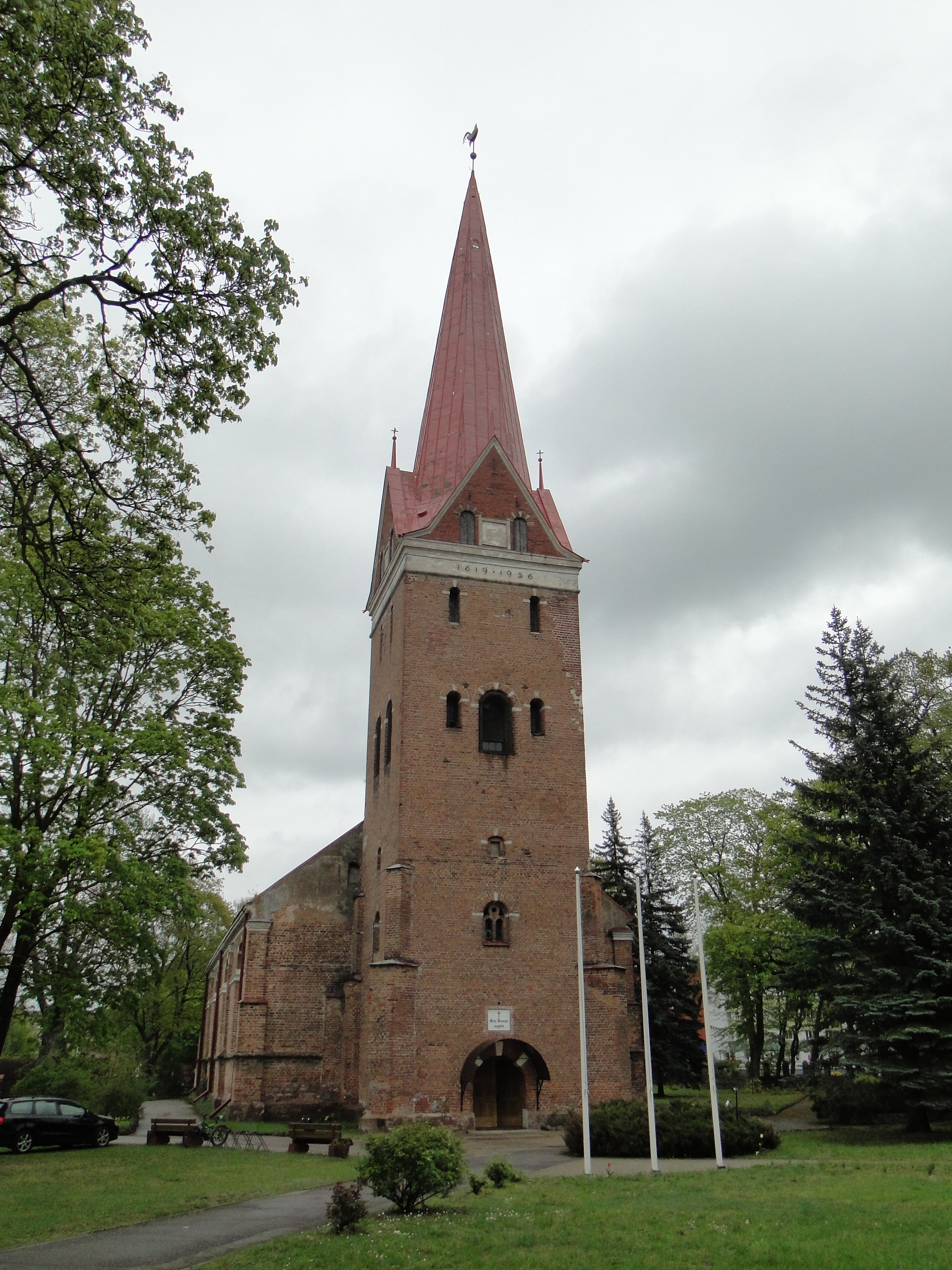
Iglesia de Santa Ana en Jelgava

## Infraestructura
Jelgava es un importante nudo ferroviario. La estación ferroviaria fue inaugurada en 1868.

## Ciudades hermanadas
Jelgava mantiene un hermanamiento de ciudades con:
- Pärnu (Estonia, 1957).
- Šiauliai (Lituania, 1960).
- Vejle (Dinamarca, 1992).
- Białystok (Polonia, 1994).
- Xinying (República de China, 2000).
- Alcamo (Italia, 2002).
- Baránavichi (Bielorrusia, 2003).
- Hällefors (Suecia, 2004).
- Nacka (Suecia, 2004).
- Rueil-Malmaison (Francia, 2006).
- Magadán (Rusia, 2006).
- Ivano-Frankivsk (Ucrania, 2007).
- Nova Odessa (Brasil, 2007).
- Como (Italia 2016).

## Personajes ilustres
- Federico Kettler (1569-1642), duque de Curlandia.
- Guillermo Kettler (1574-1640), duque de Curlandia.
- Federico Casimiro Kettler (1650-1698), duque de Curlandia.
- Ernst Johann von Biron (1690-1772), duque de Curlandia.
- Peter von Biron (1724-1800), duque de Curlandia.
- Carlos de Sajonia (1733-1796), duque de Curlandia y Semigalia.
- Wilhelmine von Sagan (1781-1839), duquesa de Sagan.
- Kazimierz Pułaski (1744-1779), militar polaco, comandante de la Confederación de Bar, general del Ejército Continental durante la Revolución Estadounidense.
- Karl Eduard von Eichwald (1795-1876), científico.
- Alice Dannenberg (1861-1948), artista pintora
- Renārs Kaupers (1974-), cantante letón.
- Sabine Jemeljanova (1991-), modelo glamour.